# Motórskoie
Motórskoie (en rus: Моторское) és un poble del krai de Krasnoiarsk, a Rússia, que el 2012 tenia 1.124 habitants. Pertany al districte de Karatuzski.